# Dom mieszkalny profesorów Uniwersytetu Jagiellońskiego (al. Słowackiego)
Dom mieszkalny profesorów Uniwersytetu Jagiellońskiego – zabytkowy budynek znajdujący się w Krakowie, w dzielnicy I przy al. J. Słowackiego 15, na Piasku.
Modernistyczny budynek powstał w 1928 roku, jako jedna z kilku kamienic wybudowanych w latach 20. XX wieku dla kadry profesorskiej Uniwersytetu Jagiellońskiego.
Zaprojektowany został, w stylu art déco, przez Ludwika Wojtyczkę, Stefana Żeleńskiego i Piotra Jurkiewicza.
Jasny budynek ozdobiony został pasami czarnej, błyszczącej ceramiki i z tego powodu nazywano go żartobliwie trumną profesorską. W roku 2010 został wyremontowany.

## Galeria

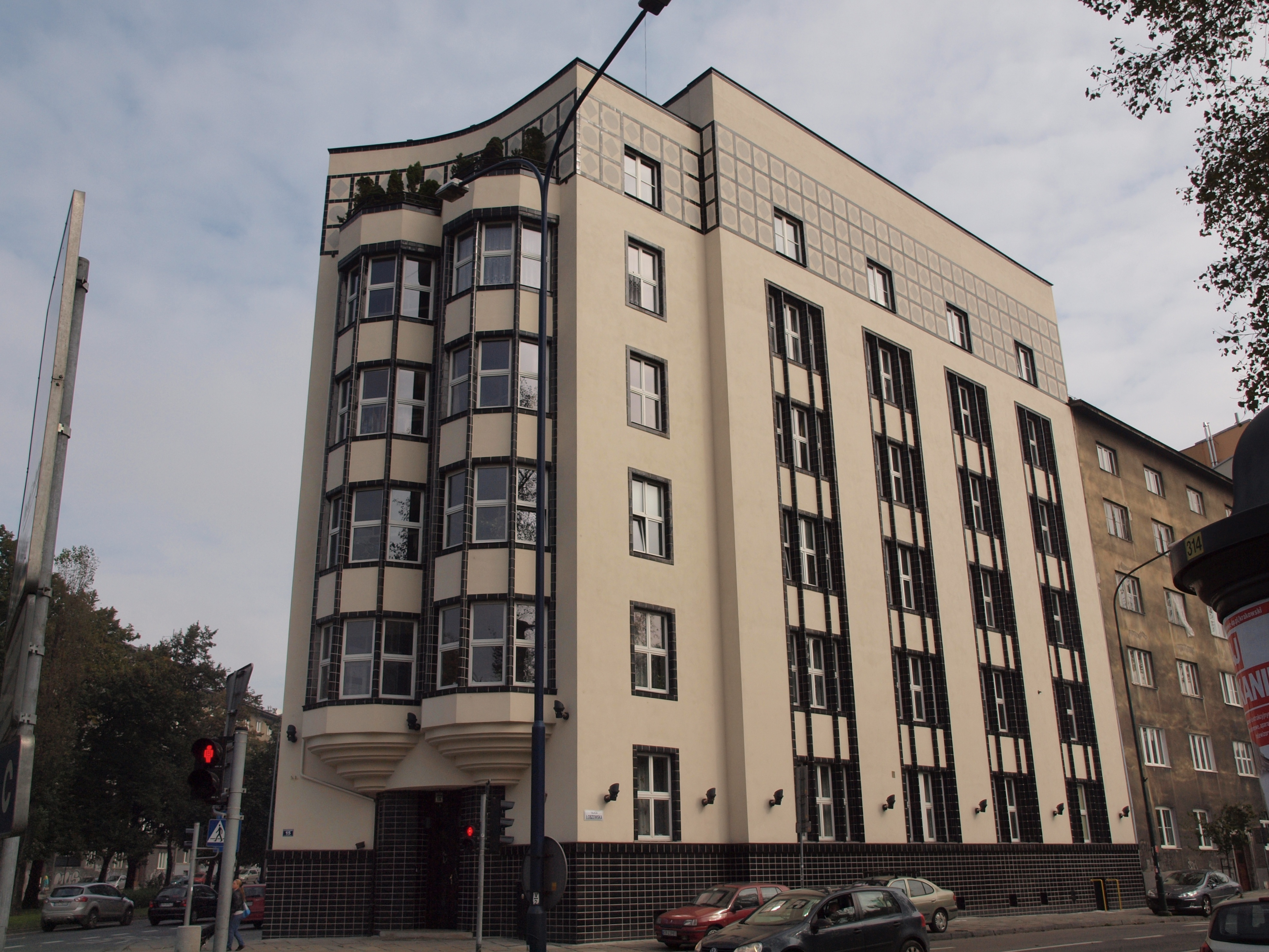
Elewacja południowa (2010)
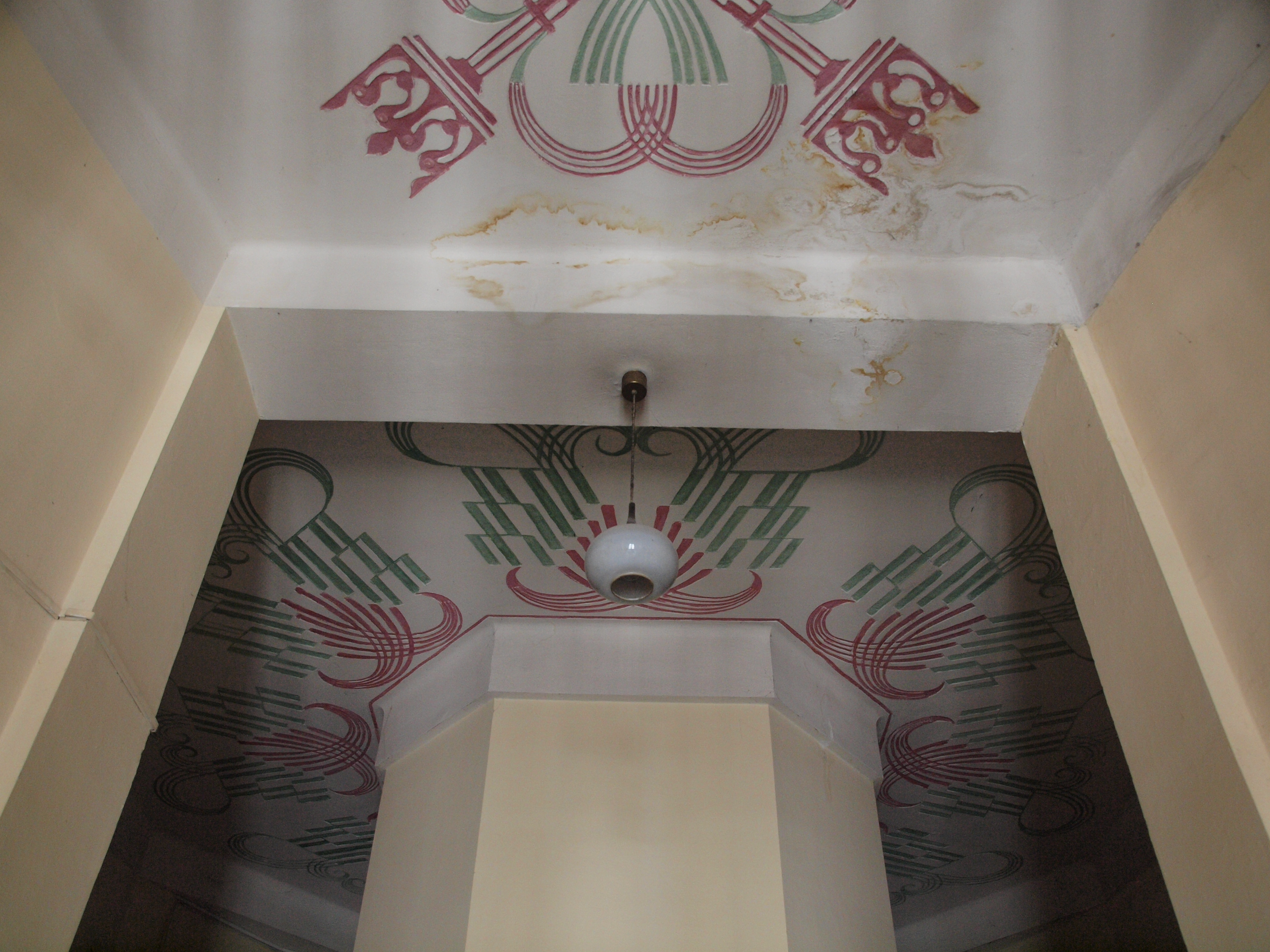
Dekoracje sufitu (2010)
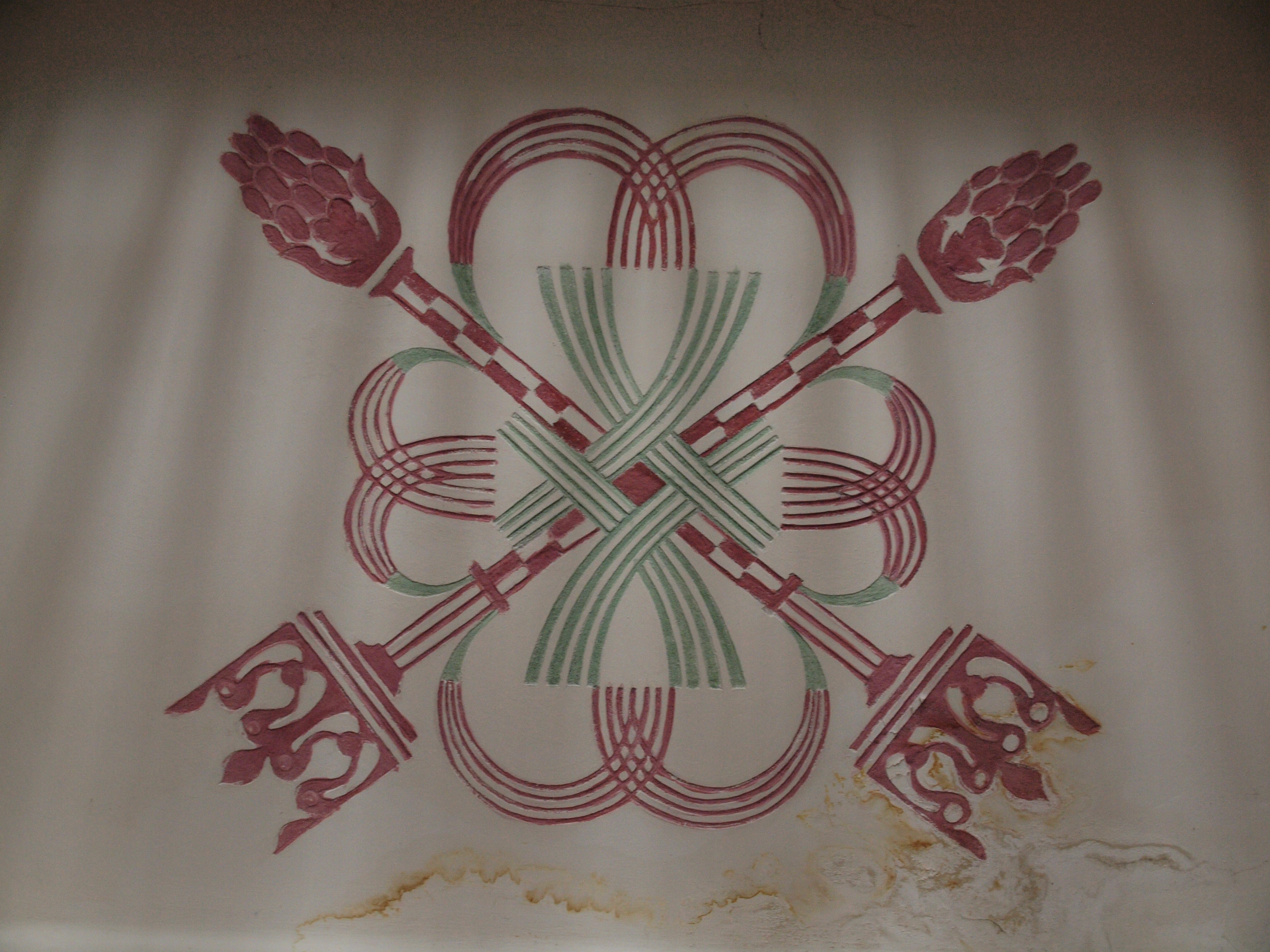
Dekoracja sufitu (2010)
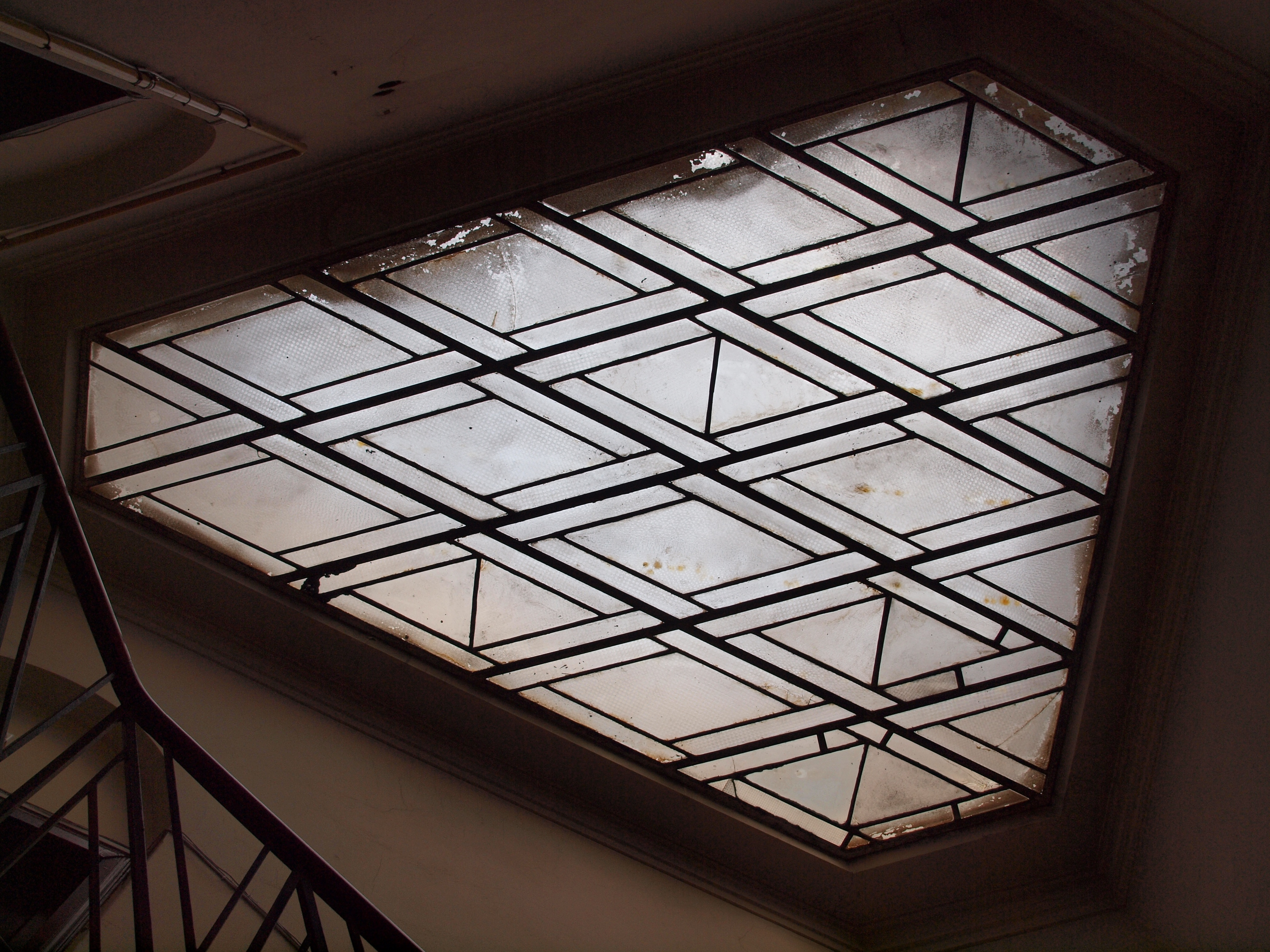
Świetlik nad klatką schodową (2010)
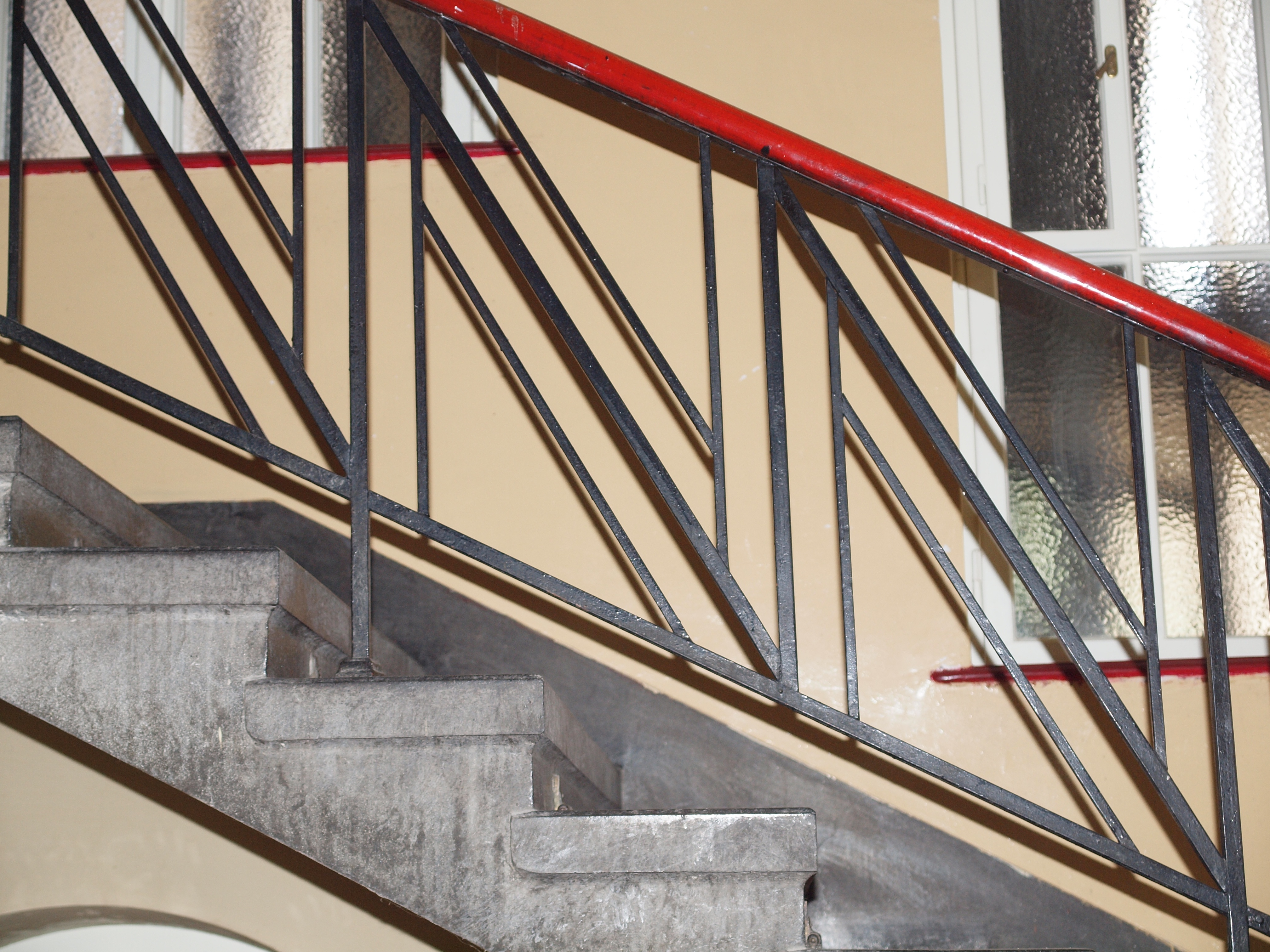
Balustrada (2010)